# Doubelievengod
Doubelievengod — третій студійний альбом американського реп-гурту Natas, виданий у 1995 р. лейблом Reel Life Productions. Виконавчий продюсер: Джеймс Г. Сміт. Усі треки на платівці спродюсував Esham. У 2000 р. лейбл Overcore Records перевидав реліз. Його дистриб'ютор: TVT Records.
Описуючи музику та тексти, рецензент з Allmusic назвав Doubelievengod «зрілішим альбомом у плані музики й репу. Цілком очевидно, що гурт відмовився від семплів; з якихось причин акцент зараз роблять на бітах, які характеризуються широким використанням синтезаторів».

## Список пісень
| #   | Назва                     | Тривалість |
| --- | ------------------------- | ---------- |
| 1.  | «Doubelievengod»          | 3:29       |
| 2.  | «NATAS»                   | 3:20       |
| 3.  | «Pop Pop»                 | 3:49       |
| 4.  | «Midnight»                | 3:20       |
| 5.  | «Itzalright»              | 2:47       |
| 6.  | «Can I R.I.P.»            | 1:48       |
| 7.  | «Torture» (з участю Dice) | 2:11       |
| 8.  | «We Almost Lost Detroit»  | 3:48       |
| 9.  | «Heaven»                  | 3:49       |
| 10. | «I Don't Care»            | 2:37       |
| 11. | «Scream»                  | 3:18       |
| 12. | «Fuck da World»           | 3:49       |
| 13. | «Y'all Will Realize»      | 2:14       |
| 14. | «The Night Is Mine»       | 2:05       |
| 15. | «Sunday School»           | 3:31       |
| 16. | «Mad at the World»        | 2:52       |
| 17. | «Propalactic Tacticz»     | 3:46       |
| 18. | «No Fault Insurance»      | 4:45       |